# Marko Tuomela
Marko Tuomela (Järfälla, 3 maart 1972) is een voormalig profvoetballer uit Finland, die werd geboren in Zweden. Hij beëindigde zijn actieve loopbaan in 2003 bij de Chinese club Liaoning Beijing.

## Interlandcarrière
Tuomela speelde in totaal 24 interlands voor de Finse nationale ploeg in de periode 1995-2003, en scoorde één keer voor zijn vaderland, op 23 februari 2000 in de wedstrijd tegen Estland (4-2) in Bangkok. Hij maakte zijn debuut op woensdag 31 mei 1995 in het oefenduel tegen Denemarken. Tuomela vormde in die wedstrijd een verdediging met Janne Mäkelä, Erik Holmgren en Kim Suominen. Finland verloor met 1-0 door een doelpunt van Mikkel Beck.